# Horst Krautzig
Horst Krautzig (* 6. Juni 1952 in Sielow) ist ein ehemaliger deutscher Fußballspieler im Mittelfeld. Er spielte für den FC Vorwärts Frankfurt (Oder) in der DDR-Oberliga und im UEFA Cup.

## Karriere
Krautzig spielte in seiner Jugend bei den Jugendabteilungen der SG Sielow und der BSG Energie Cottbus. Bereits in der Saison 1969/70 feierte er im Alter von 17 Jahren sein Debüt, als er am 10. Mai 1970 beim 1:1-Unentschieden gegen den BFC Dynamo II eingesetzt wurde. In der folgenden Spielzeit 1970/71 hatte Krautzig sich etabliert und absolvierte 23 Parteien. Außerdem gelang ihm ein Tor. Ende 1971 spielte er wegen des Wehrdienstes für die ASG Vorwärts Cottbus, bevor er 1972 zum Oberligisten FC Vorwärts Frankfurt (Oder) delegiert wurde. Dort gehörte Krautzig alsbald zum Stammpersonal. Er debütierte in der Oberliga-Saison 1972/73 am 16. September 1972, als er am ersten Spieltag beim 2:2-Unentschieden gegen Hansa Rostock für Wolfgang Strübing in der 78. Spielminute eingewechselt wurde. Sein erstes Tor gelang ihm gegen Dynamo Dresden am 12. Mai 1973, als er in der 58. Minute zum 2:1 traf. Dennoch verlor Frankfurt am Ende mit 2:3. Auch in den folgenden Spielzeiten kam Krautzig jeweils über 20 Einsätze. In der Saison 1974/75 spielte er mit Frankfurt im UEFA-Pokal. Er absolvierte beide Partien der 1. Runde gegen Juventus Turin. Trotz eines 2:1-Sieges im Hinspiel konnte sich Frankfurt nicht durchsetzen. Im Hinspiel hatte Krautzig den Siegtreffer in der 74. Spielminute erzielt. In der Oberliga-Saison 1975/76 gelangen ihm in 20 Spielen beachtliche fünf Tore.
1976 wechselte Krautzig wieder zur BSG Energie Cottbus, die in der DDR-Liga spielte. In der ersten Saison 1976/77 avancierte er mit acht Toren in 16 Partien zum Torjäger. 1977/78 waren es immerhin noch fünf Tore in 16 Spielen. Gleichzeitig schoss er im FDGB-Pokal in fünf Spielen vier Tore. 1979 kehrte Krautzig zurück zum FC Vorwärts Frankfurt (Oder). Es folgten bis 1983 weitere Einsätze als Stammspieler. Beim UEFA-Pokal 1980/81 setzte er sich mit Frankfurt in der ersten Runde gegen Ballymena United durch. In der zweiten Runde musste man sich jedoch dem VfB Stuttgart geschlagen geben, der das Hinspiel mit 5:1 und das Rückspiel mit 1:2 gewann. Krautzig wurde in allen vier Partien eingesetzt und traf zweimal, darunter der Ehrentreffer beim 5:1. 1983 wechselte er abermals zu Energie Cottbus, kam allerdings 1983/84 nur noch auf neun und 1984/85 auf elf Einsätze. In diesen gelang ihm kein Tor. 1985 ging Krautzig zur BSG Lok RAW Cottbus, wo er seine Karriere 1989 beendete.
Krautzig wirkte bei der BSG Lok RAW Cottbus als Cheftrainer. Anschließend trainierte er mehrere Jugendmannschaften bei Energie Cottbus.